# The Great White Hope
The Great White Hope est une pièce de théâtre de Howard Sackler créée en 1967 à l'Arena Stage de Nottingham de Washington.

## Argument
Entre 1910 et 1915, l'histoire du boxeur afro-américain Jack Jefferson (inspiré de Jack Johnson) qui bat tous les boxeurs blancs qui lui font face.

## Distinctions
- Tony Awards 1969[1]
  - Tony Award de la meilleure pièce
  - Tony Award du meilleur acteur dans une pièce pour James Earl Jones
  - Tony Award du meilleur second rôle féminin dans une pièce pour Jane Alexander
- Prix Pulitzer de l'œuvre théâtrale

## Film
La pièce a été adaptée en film. Il a été réalisé par Martin Ritt et est sorti en 1970.

## Liens
- Ressource relative au spectacle :   - Internet Broadway Database
- Notice dans un dictionnaire ou une encyclopédie généraliste :   - Britannica